# 高洲駅
高洲駅（たかすえき）は、かつて静岡県藤枝市にあった静岡鉄道駿遠線の駅である。当時は相対式ホーム2面2線の列車交換駅だった。

## 現在の様子
現在、高洲駅跡には県道33号線（田沼街道）が通っており、しずてつジャストラインの高洲バス停がある。
1998年（平成10年）3月、郷土歴史愛好会により『藤相鉄道「高洲駅」跡』の記念碑が設置された。2016年には、セブン-イレブン 藤枝高洲店の建設に伴って位置が変更された。

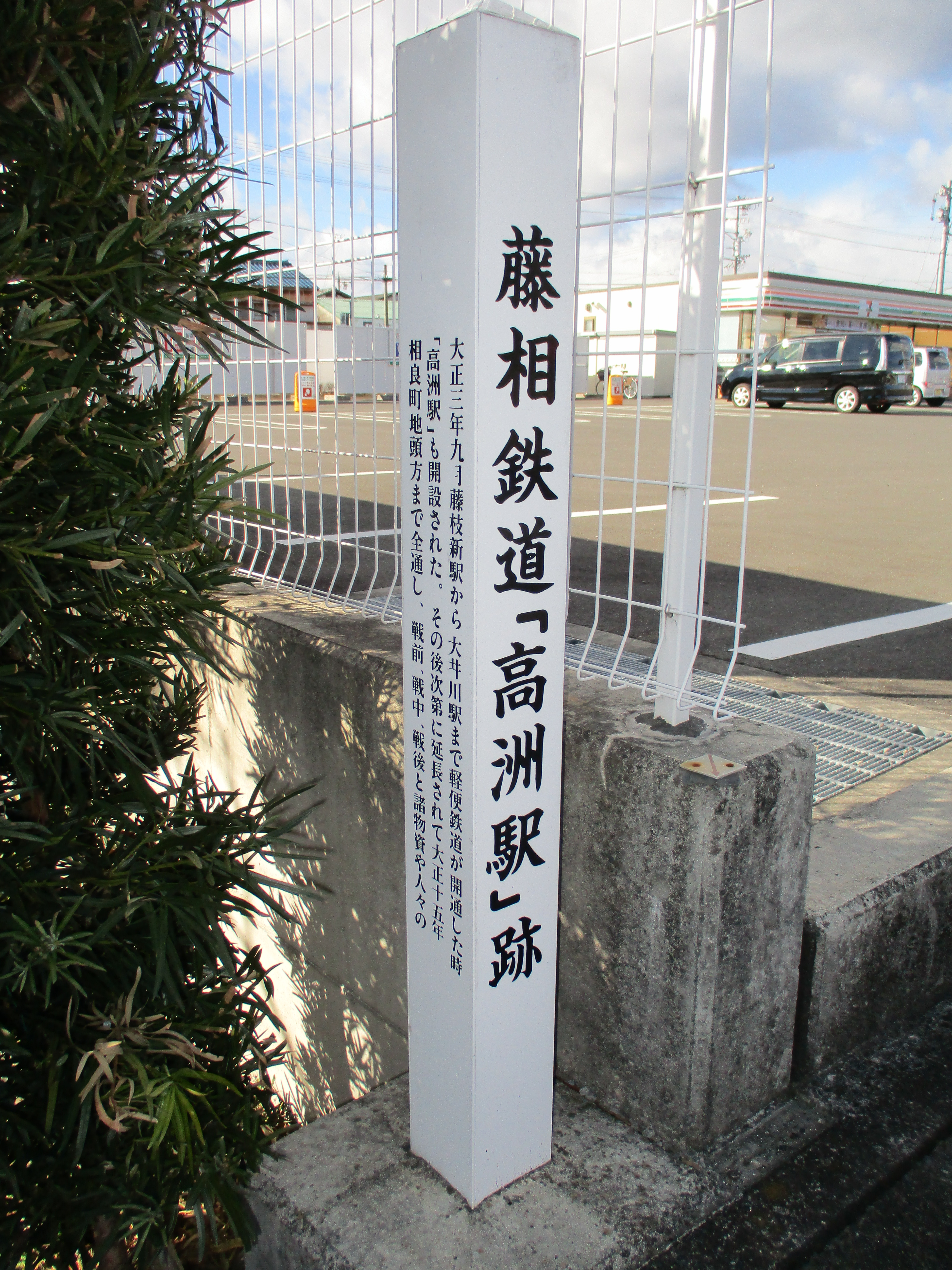
藤相鉄道「高洲駅」跡（2021年12月）
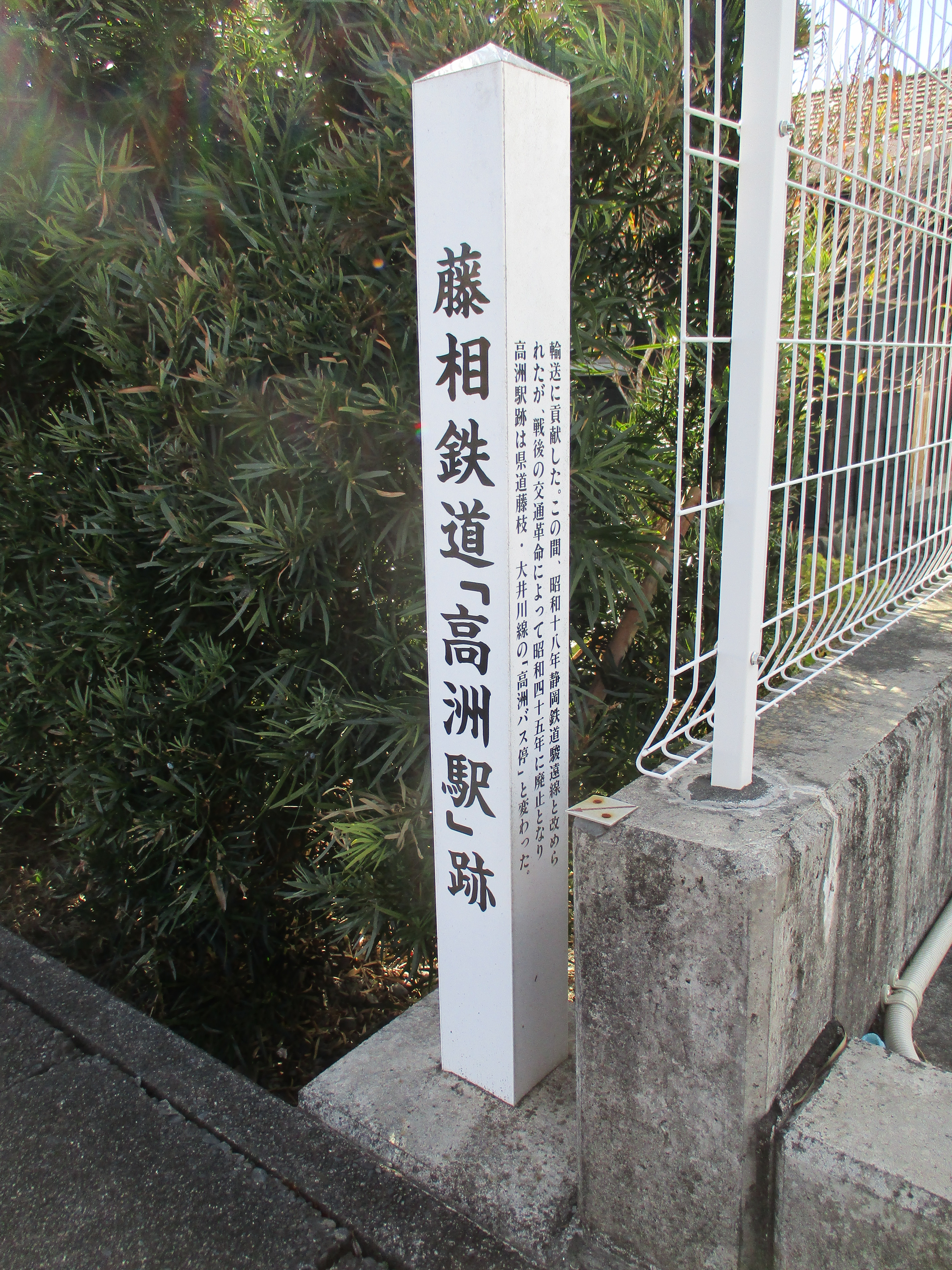

## 隣の駅
静岡鉄道駿遠線
新藤枝駅 - 高洲駅 - 大洲駅